# Jerónimo Manrique de Lara
Jerónimo Manrique de Lara (siglo XVI - Madrid, 1 de septiembre de 1595) fue un religioso de España, inquisidor general.

## Biografía
Nieto del famoso Rodrigo Manrique, (1406-Ocaña, 1476), primer conde de Paredes de Nava, pretenso Maestre de la Orden de Santiago, sobrino - nieto del hermano de este, el obispo y arzobispo Iñigo Manrique de Lara, (muerto en 1585), fue hijo "barragán" del obispo, arzobispo, cardenal e Inquisidor general Alonso Manrique,  llegando a ser obispo de Cartagena (1583-1591) y, posteriormente, de Ávila (1591-1595).
Poco hay que destacar de este personaje como inquisidor puesto que su mandato duró apenas diez meses. Sí se sabe que el flamenco Johannes Bartholomeus Avontroot, (nacido en 1556), residente en las Islas Canarias era factor y administrador del fabricante de azúcar en Tazacorte y Argual del también flamenco Paulus Vandale. Una de sus hijas, María Vandale, casada con Melchor de Monteverde, casaría con Avontroot al enviudar lo que ocasionó denuncias de sus hijastros, Monteverde - Vandale, postulando al padrastro como hereje por sus hábitos alimenticios al ingerir carnes y en su asistencia a las misas católicas. Justo hacia 1595 había ya documentación inquisitorial canaria sobre Paulus, pudiendo ser que existan documentos centralizados también en la Península. 
| Predecesor: Gómez Zapata           | Obispo de Cartagena 1583–1591  | Sucesor: Sancho Dávila Toledo                    |
| Predecesor: Pedro Fernández Temiño | Obispo de Ávila 1591–1595      | Sucesor: Juan Velázquez de las Cuevas            |
| Predecesor: Gaspar de Quiroga      | Inquisidor general 1595 – 1595 | Sucesor: Pedro Portocarrero (inquisidor general) |